# 重要事实
重要事实一般是指对受保人决定是否承保或以何条件承保起影响作用的事实，它影响受保人决定是否接受投保人的投保和确定收取保险费用的数额。